# حفلة رقص

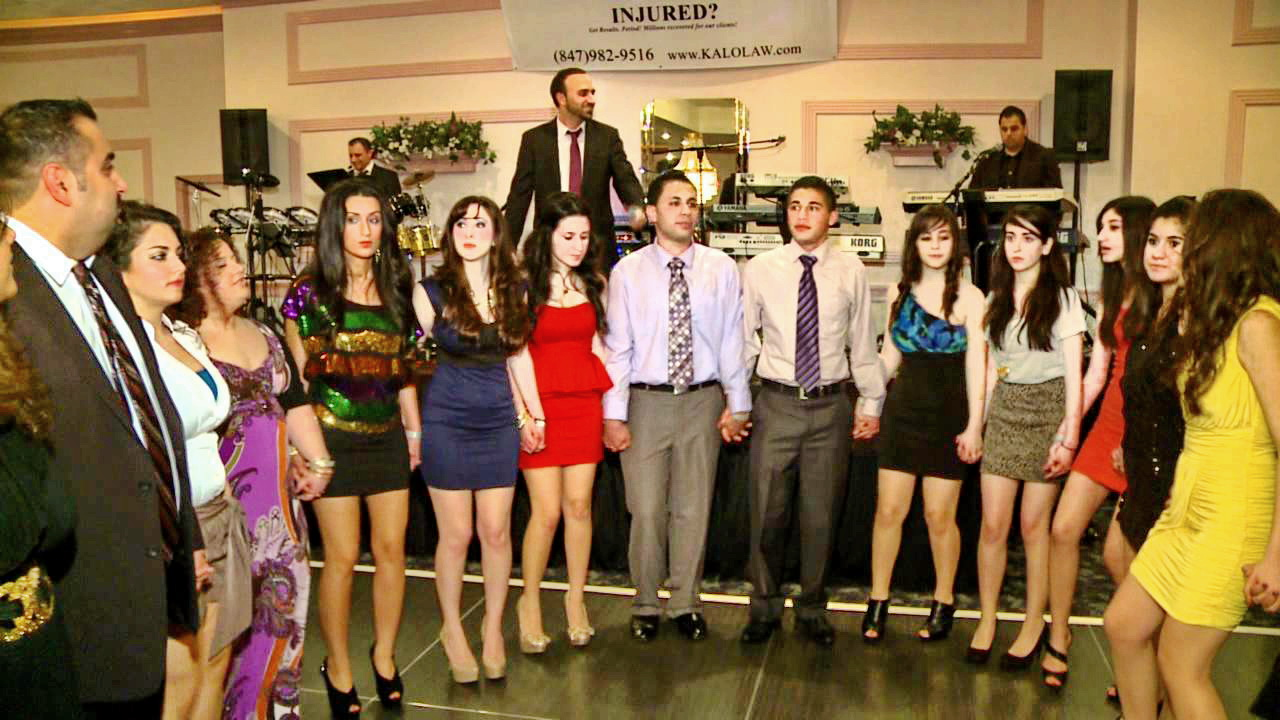
حفلة رقص آشوري حيث يشارك المشاركون في الرقص الشعبي في شيكاغو

حفلة الرقص هي تجمع اجتماعي حيث يكون الرقص هو النشاط الأساس. تقام بعض حفلات الرقص في أجواء غير رسمية ومفتوحة للجمهور أو تلك التي تقام في النوادي الليلية.
قد تكون أنواع أُخَر من حفلات الرقص حدثًا خاصًا رسميًا أو شبه رسمي والذي غالبًا ما يتطلب من الضيوف ارتداء ملابس رسمية والحصول على دعوة أو عضوية داخل المجتمع الذي يستضيف الحدث حفلة السمتهلات الراقصة.
غالبًا ما يحضر ضيوف الرقصات الرسمية في مثنى، أزواج كانوا أو مواعدة. تقام الرقصات عادة أثناء المساء وبعضها يقام في وقت مبكر خلال النهار فتُعرف برقصات الشاي.

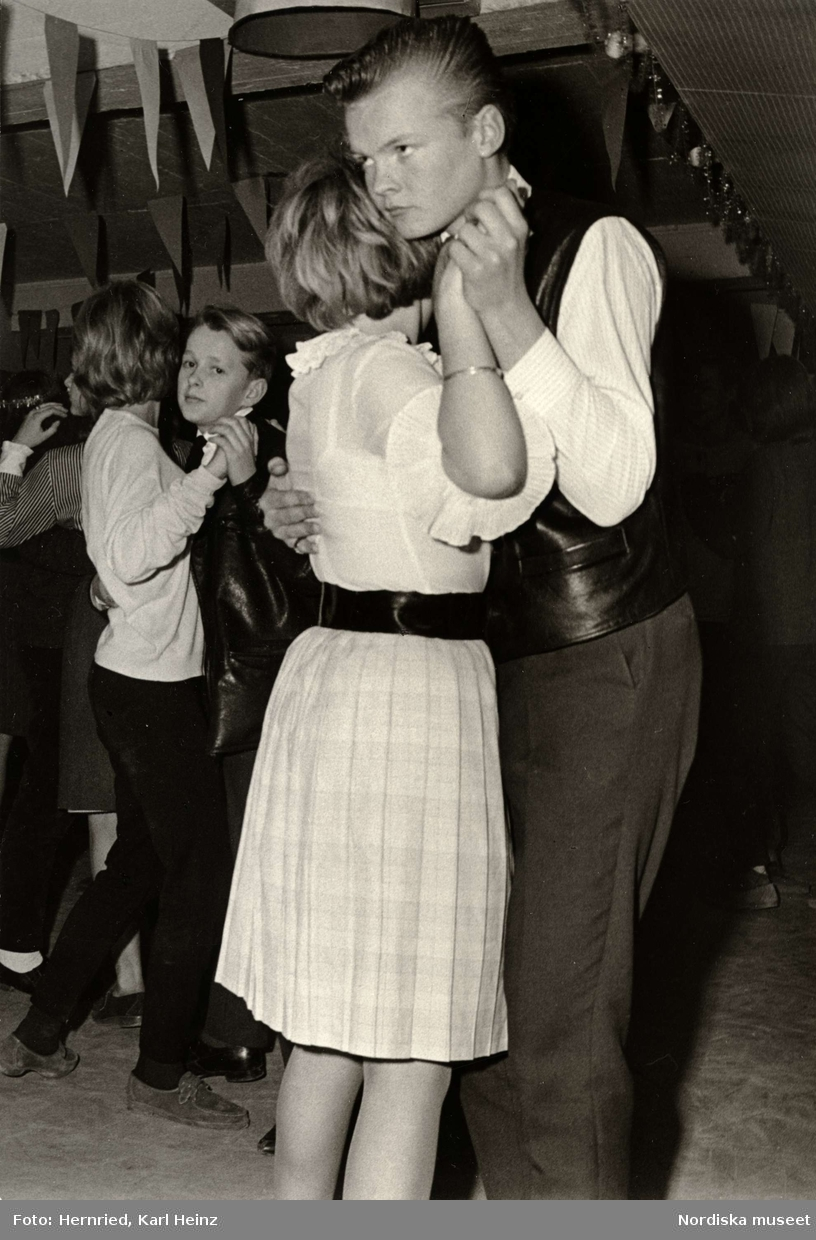
أزواج شبان في رقص مدرسي في خمسينيات القرن الماضي بالسويد.

## نظر أيضا
- صالة الرقص
- رقصة اجتماعية
- موسيقى الرقص